# 前220年
| 千纪： | 前1千纪 |
| 世纪： | 前4世纪 \| 前3世纪 \| 前2世纪                                                                                         |
| 年代： | 前250年代 \| 前240年代 \| 前230年代 \| 前220年代 \| 前210年代 \| 前200年代 \| 前190年代                               |
| 年份： | 前225年 \| 前224年 \| 前223年 \| 前222年 \| 前221年 \| 前220年 \| 前219年 \| 前218年 \| 前217年 \| 前216年 \| 前215年 |
| 纪年： | 秦始皇二十七年；衛君角二十二年                                                                                        |

## 大事记
- 秦始皇巡隴西、北地，至雞頭山，過回中焉。作信宮渭南，已，更命曰極廟。自極廟道通驪山，作甘泉前殿，築甬道自咸陽屬之，治馳道於天下。
- 埃托利亞同盟對南方的亞該亞同盟和其盟邦的領土肆虐，亞該亞人立即向馬其頓國王的腓力五世求援，爆發同盟者戰爭。
- 塞琉古帝國安條克三世在阿波羅尼亞戰役擊敗叛軍，平定米底亞總督莫倫與波西斯總督亞歷山大的叛亂，迫使原本為塞琉古帝國屬國的阿特羅帕特尼王國君主阿爾托巴札涅斯取消獨立。
- 塞琉古帝國將領阿凱夫斯占據托魯斯山脈以西的小亞細亞地區自立為王。

## 逝世
- 萨摩斯的科农,古希腊天文学家及数学家。
- 宗統王丕，箕子朝鮮國王。
- 莫倫，塞琉古帝國國王安條克三世在位時的將軍，並被任命為米底總督。
- 亞歷山大，塞琉古帝國國王安條克三世在位時的將軍，並被任命為波西斯總督。